# 八事町
八事町（やごとちょう）は、愛知県春日井市中南部にある町名。現行行政地名は八事町1丁目から八事町3丁目。

## 地理
- 南部を上条町・弥生町、北部を鳥居松町、西部を月見町、東部を乙輪町と隣接している。
- 町の中央部を通る愛知県道25号春日井一宮線沿いに鳥居松商店街がある。

### 河川
- 地蔵川 ： 町の南部を東西に西流。

## 歴史

### 町名の由来
名古屋の八事の人の土地を分割したことに由来するという。「八事」という地名自体の由来は八事#地理を参照のこと。

### 沿革
- 1948年（昭和23年） - 春日井市関田の一部より成立[1]。
- 1973年（昭和48年） - 春日井市乙輪町・弥生町・上条町と境界変更[1]。

## 世帯数と人口
2019年（平成31年）4月1日現在の世帯数と人口は以下の通りである。
| 丁目        | 世帯数  | 人口    |
| ----------- | ------- | ------- |
| 八事町1丁目 | 182世帯 | 354人   |
| 八事町2丁目 | 351世帯 | 788人   |
| 八事町3丁目 | 220世帯 | 411人   |
| 計          | 753世帯 | 1,553人 |

### 人口の変遷
国勢調査による人口の推移
| 1995年（平成7年）  | 1,745人 | [ 6 ]  |  |
| 2000年（平成12年） | 1,606人 | [ 7 ]  |  |
| 2005年（平成17年） | 1,526人 | [ 8 ]  |  |
| 2010年（平成22年） | 1,342人 | [ 9 ]  |  |
| 2015年（平成27年） | 1,535人 | [ 10 ] |  |

## 学区
市立小・中学校に通う場合、学区は以下の通りとなる。また、公立高等学校に通う場合の学区は以下の通りとなる。
| 丁目        | 番・番地等 | 小学校               | 中学校               | 高等学校 |
| ----------- | ---------- | -------------------- | -------------------- | -------- |
| 八事町1丁目 | 全域       | 春日井市立八幡小学校 | 春日井市立東部中学校 | 尾張学区 |
| 八事町2丁目 | 全域       | 春日井市立八幡小学校 | 春日井市立東部中学校 | 尾張学区 |
| 八事町3丁目 | 全域       | 春日井市立八幡小学校 | 春日井市立東部中学校 | 尾張学区 |

## 交通

### 最寄り駅
- JR中央本線 春日井駅

### バス
- 名鉄バス 八事町停留所（北緯35度14分36.9秒 東経136度58分47.6秒 / 北緯35.243583度 東経136.979889度）

### 道路
- 愛知県道25号春日井一宮線 ： 町の東部を南北に通っている。
- 愛知県道75号春日井長久手線 ： 町の中央部から北東へと伸びている。
- 愛知県道204号春日井停車場線 ： 八事南交差点が起点。

## 施設
- 春日井保育園（北緯35度14分41.3秒 東経136度58分35.3秒 / 北緯35.244806度 東経136.976472度）
- 八事公民館（北緯35度14分38.5秒 東経136度58分38.1秒 / 北緯35.244028度 東経136.977250度）
- 八事神明社（北緯35度14分40秒 東経136度58分38秒 / 北緯35.24444度 東経136.97722度）

## その他

### 日本郵便
- 郵便番号 : 486-0836[4]（集配局：春日井郵便局[13]）。